# زیلکه هورنر
زیلکه هورنر (آلمانی: Silke Hörner؛ زادهٔ ۱۲ سپتامبر ۱۹۶۵) یک شناگر اهل آلمان شرقی بوده.
وی در مسابقات بین‌المللی در مجموع برندهٔ ۶ مدال طلا، ۲ مدال نقره و ۲ مدال برنز شده‌است.